# لیوبوف روسانوا
لیوبوف روسانوا (به انگلیسی: Lyubov Rusanova) (زادهٔ ۲ فوریهٔ ۱۹۵۴) شناگر اهل روسیه است.